# Markt (Elsterwerda)

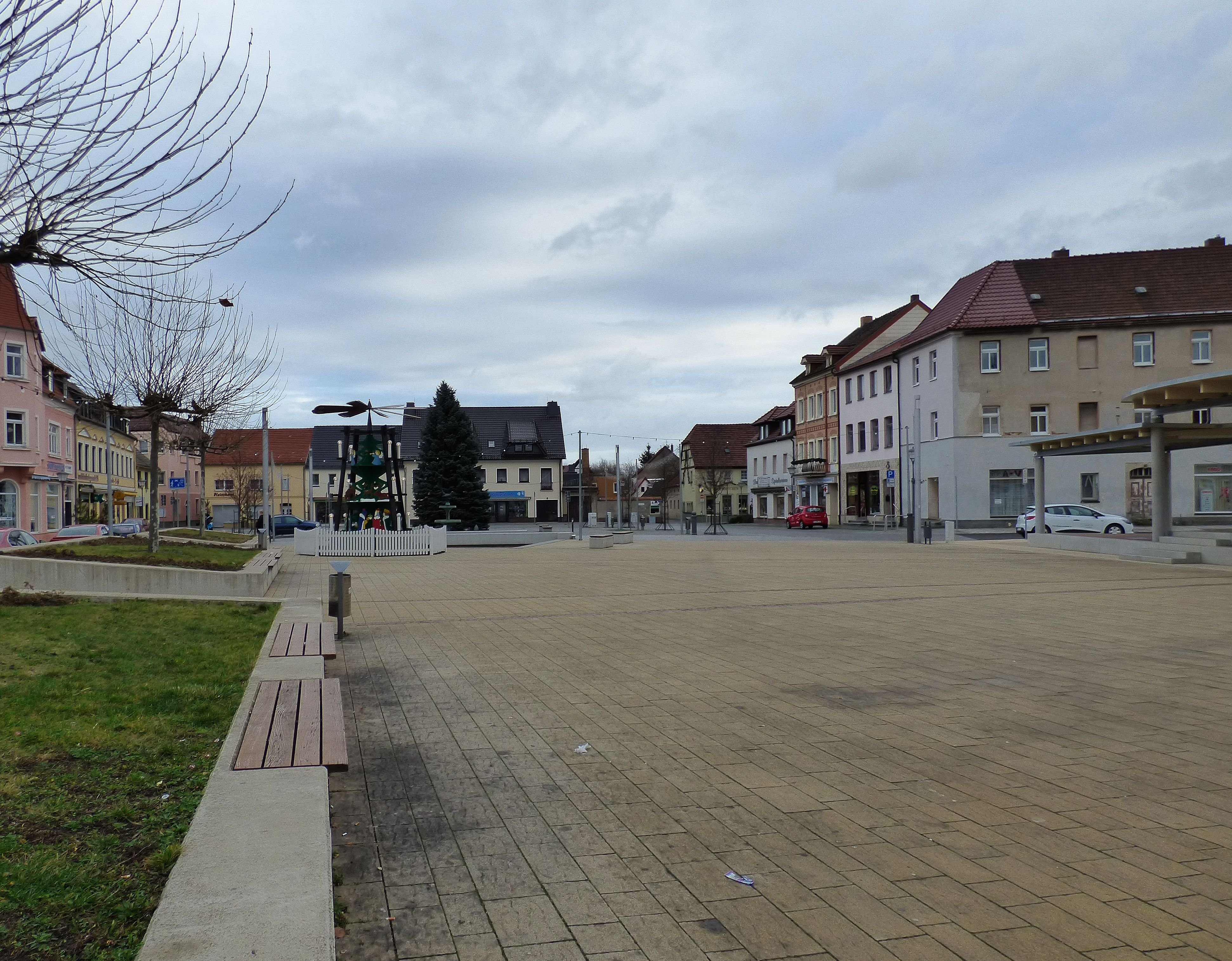
Der Elsterwerdaer Marktplatz an Weihnachten 2015.

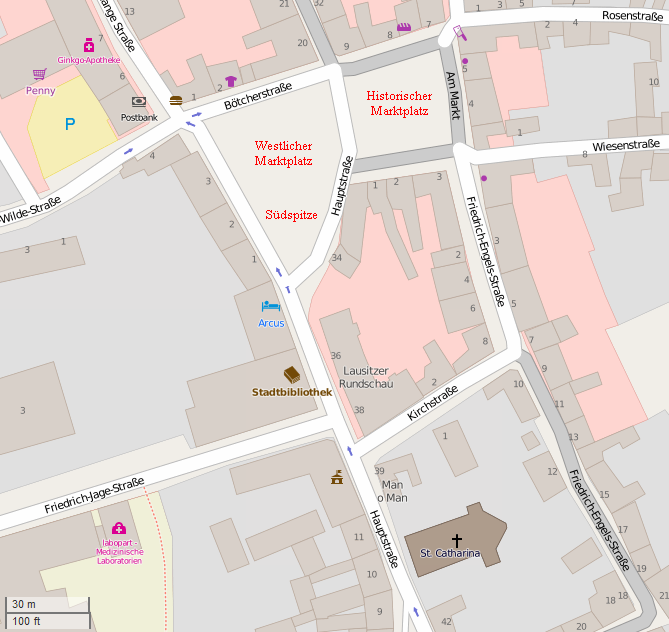
Stadtzentrum von Elsterwerda

Der Marktplatz der südbrandenburgischen Kleinstadt Elsterwerda befindet sich unmittelbar im Stadtzentrum. Der seit Jahrhunderten bestehende historische Teil im Osten des Areals umfasste etwa eine Grundfläche von 40 × 40 Metern. Nach 1945 kamen weitere westlich gelegene Flächen hinzu, nachdem die hier gelegene Bebauung einer Brandstiftung zum Opfer fiel und nicht wieder aufgebaut wurde.
Seine gegenwärtige Gestalt erhielt er durch Umgestaltungsmaßnahmen zwischen den Jahren 2007 und 2015.

## Lage und Größe
Der Elsterwerdaer Marktplatz befindet sich im historischen Stadtzentrum. Der heutige Marktplatz besteht aus zwei durch die Hauptstraße getrennte Flächen. Der rechtsseitig gelegene nahezu quadratische Teil umfasst eine Grundfläche etwa von 40 × 40 Meter. Er bildet den ursprünglichen seit Jahrhunderten bestehenden Marktplatz. Eine weitere etwas größere Fläche befindet sich zwischen Hauptstraße und Lange Straße. Diese kam nach 1945 hinzu.
Umschließende Straßen sind die Hauptstraße, welche den Markt im Bereich des 2007 umgesetzten Elsterbrunnens durchquert, die Lange Straße, die Böttcherstraße sowie die Straße Am Markt. Im Bereich des Marktes einmündende Straßen sind die Bürgermeister Wilde-Straße, die Marktstraße, die Rosenstraße, Wiesenstraße und die Friedrich Engels-Straße.

## Geschichte und Entwicklung

### Frühgeschichte

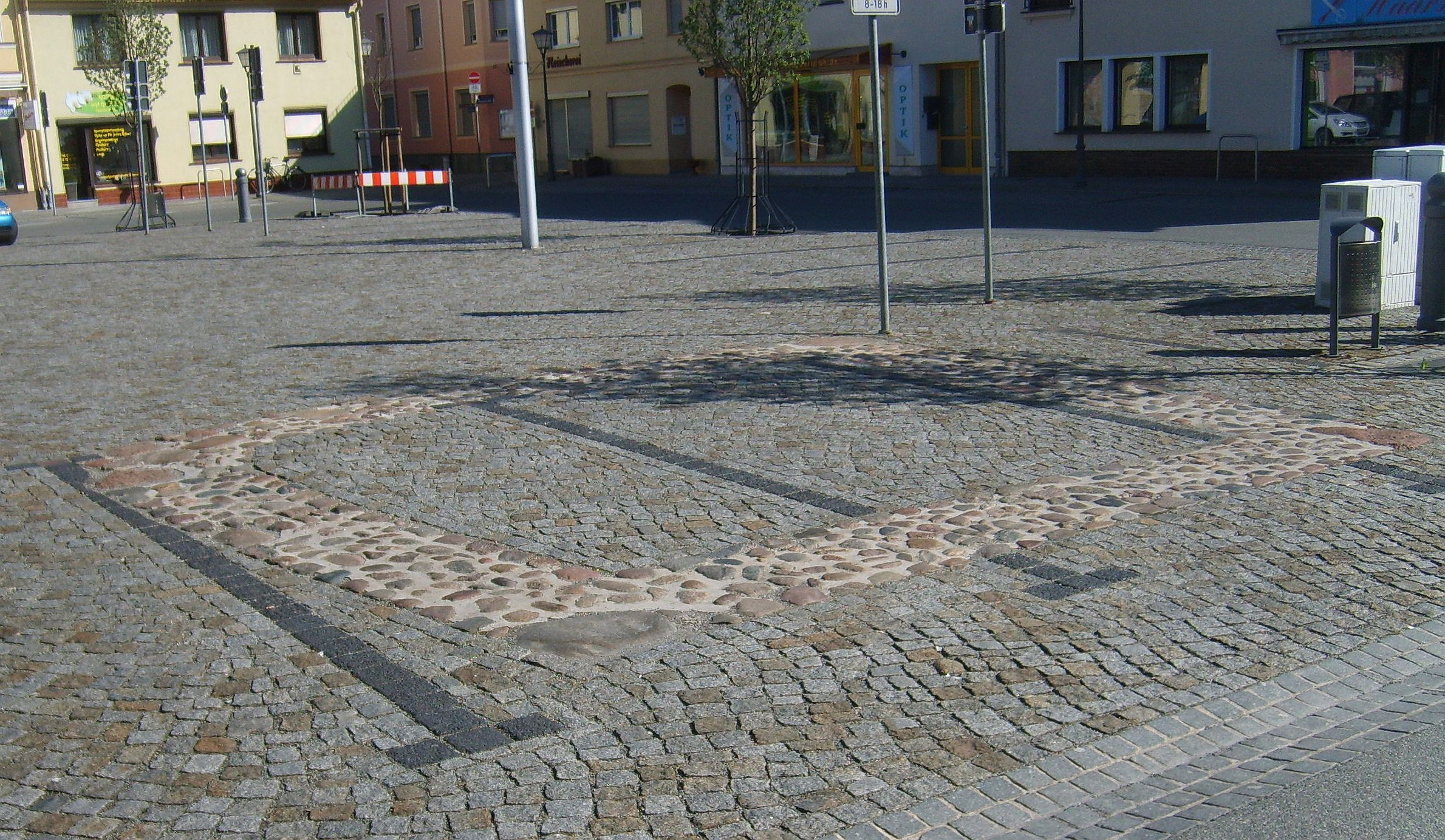
Kennzeichnung von im Untergrund vorhandenen Fundamentresten der einstigen Bebauung

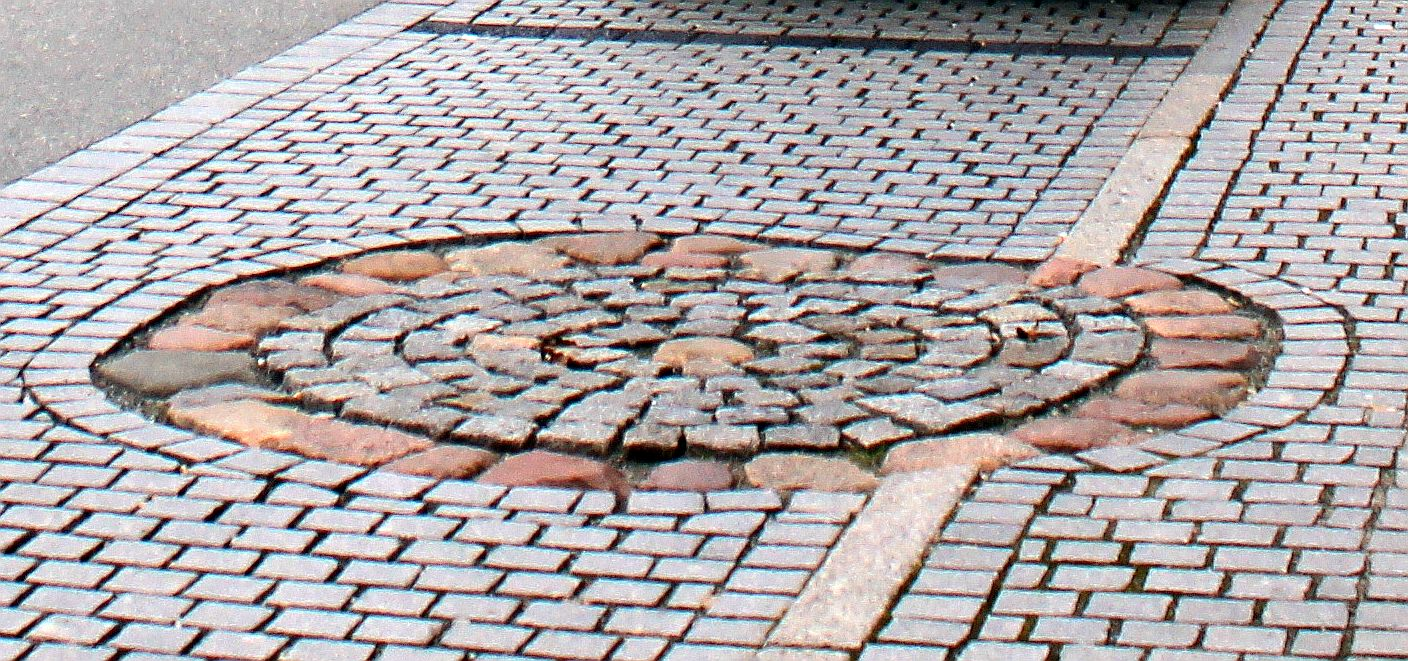
Standortkennzeichnung eines auf dem nördlichen Marktplatz gefundenen Brunnens

Inbetriebnahme des Bürgermeister-Wilde-Brunnens 1906. Im Hintergrund ist das einstige Zentral-Hotel zu erkennen.

Bereits von 1991 bis 1994 wurden bei archäologischen Grabungen auf einer 3,8 Hektar großen Fläche auf dem Gelände des Gewerbegebietes Ost etwa 1500 Jahre alte Siedlungsüberreste entdeckt, welche vermutlich dem germanischen Stamm der Semnonen zuzuordnen sind. Die bei den Ausgrabungen erfolgte Freilegung eines Verhüttungsfeldes mit fast 200 Eisenschmelzöfen, so genannten Rennfeueröfen, sowie Kohlemeilern und Arbeitsgruben, weisen darauf hin, dass diese Germanen sich auf die Eisenverhüttung spezialisiert hatten und den in der Gegend vorkommenden Raseneisenstein verarbeiteten.
Mit den nach der Wende im Zuge von umfangreichen Umgestaltungsmaßnahmen in der Elsterwerdaer Innenstadt einhergehenden archäologischen Untersuchungen, gab es auch in diesem Bereich Funde, welche ebenfalls auf die Verarbeitung beziehungsweise Verhüttung von Raseneisenstein hinweisen. Es fiel vor allem eine bis zu etwa 0,2 Meter mächtige hochmittelalterliche Eisenschlackeschicht auf, die sich soweit bekannt, zwischen der Hauptstraße und der Friedrich-Engels-Straße von der Kirche über den Markt hinweg bis zur Rathausstraße auf einer Fläche von etwa 16.500 m² erstreckte. Es handelt sich hier vermutlich um eine einstige Schlackehalde, welche nach der Aufgabe eines bisher nicht lokalisierten Verhüttungsplatzes ausgebreitet wurde. Einen Großteil der gefundenen Strukturen in Form von Überresten von Zäunen oder Pfostenhäusern, fand man im Bereich des heutigen Marktes und an der Hauptstraße gegenüber dem heutigen Hotel Weißes Ross, so dass man davon ausgeht, dass dieser Teil einst am stärksten frequentiert wurde.
Zunächst entwickelte sich in Nord-Süd-Richtung westlich der heutigen Hauptstraße ein Dorf mit lockerer aber geschlossener Bebauung. Die von der Schlacke überdeckte Fläche östlich dieser Linie, diente möglicherweise als Dorfanger. Beeinflusst durch die unmittelbare Nähe zur Burg entwickelte sich dann im Spätmittelalter schließlich eine Stadt, woraufhin im Jahre 1364 Elsterwerda das Stadtrecht verliehen bekam.
Unter anderem bedingt durch zahlreiche Stadtbrände sind letztlich nur wenige schriftliche Aufzeichnungen und aussagefähige Dokumente zur älteren Geschichte der Stadt und des Marktplatzes erhalten geblieben. Eines der ältesten Dokumente, erwähnt das Vorhandensein eines Brunnens um 1413 auf dem Markt.
Das Elsterwerdaer Rathaus befindet sich seit 1879 etwas südlich des Marktes in der Hauptstraße. Ursprünglich befand sich allerdings am Markt ein entsprechend genutztes Gebäude. Im aus dem Jahre 1711 stammenden Stadtbuch wird als dessen Standort die 77. Wohn- und Feuerstätte angegeben, die sich an der Nordseite des Marktes befand. Jedoch wurde dieses Rathaus bei einem durch die Brandstiftung einer Magd in der Nacht zu Allerheiligen verursachten Stadtbrand im Jahre 1621 wie auch 44 Wohnhäuser vollständig zerstört und nicht wieder aufgebaut, so dass bereits 1711 nur noch die Fundamente vorhanden waren.
Der nahezu quadratische historische Marktplatz ist rechtsseitig beziehungsweise östlich der Hauptstraße gelegen. Bauliche Veränderungen dürfte es immer wieder durch die zahlreichen Stadtbrände gegeben haben. 1905 wurde anlässlich der Inbetriebnahme der neuen städtischen Wasserleitung zur Erinnerung mit Hilfe von freiwilligen Spenden der Elsterwerdaer Bürger in der Mitte des Marktes ein elektrisch mittels vierer damals hochmoderner Nernstlampen beleuchteter Springbrunnen errichtet, der Wilde-Brunnen oder auch Bürgermeister-Wilde-Brunnen getauft wurde. Im September desselben Jahres beschloss man den Bau von Bürgersteigen am Markt.

### Erweiterung und Umgestaltungsmaßnahmen nach dem Zweiten Weltkrieg

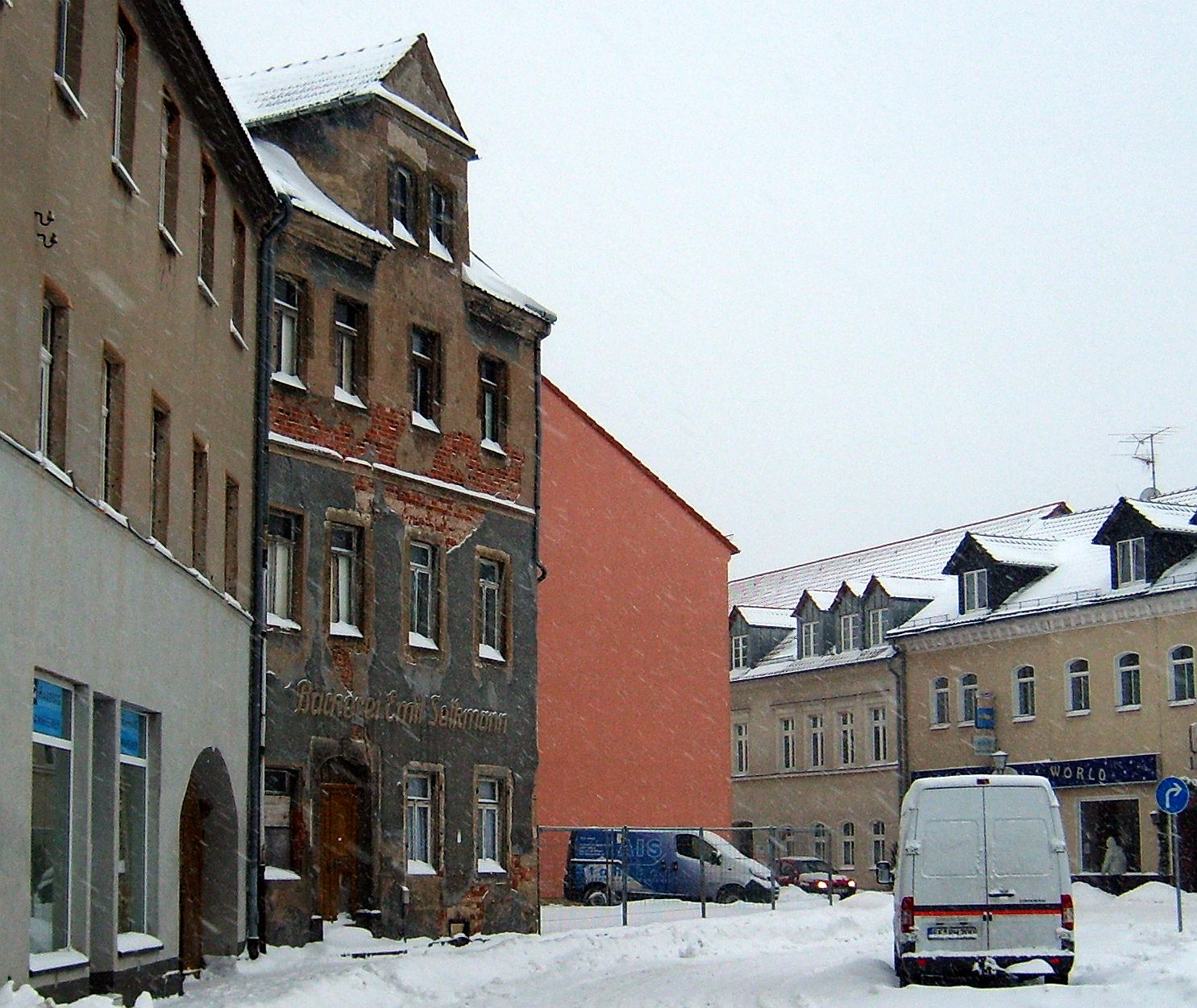
Lange Zeit prägten die inzwischen abgerissene Ruine der Bäckerei Selkmann und die sich anschließende Brachfläche der abgerissenen Buchbinderei Runge das Bild des Marktes.

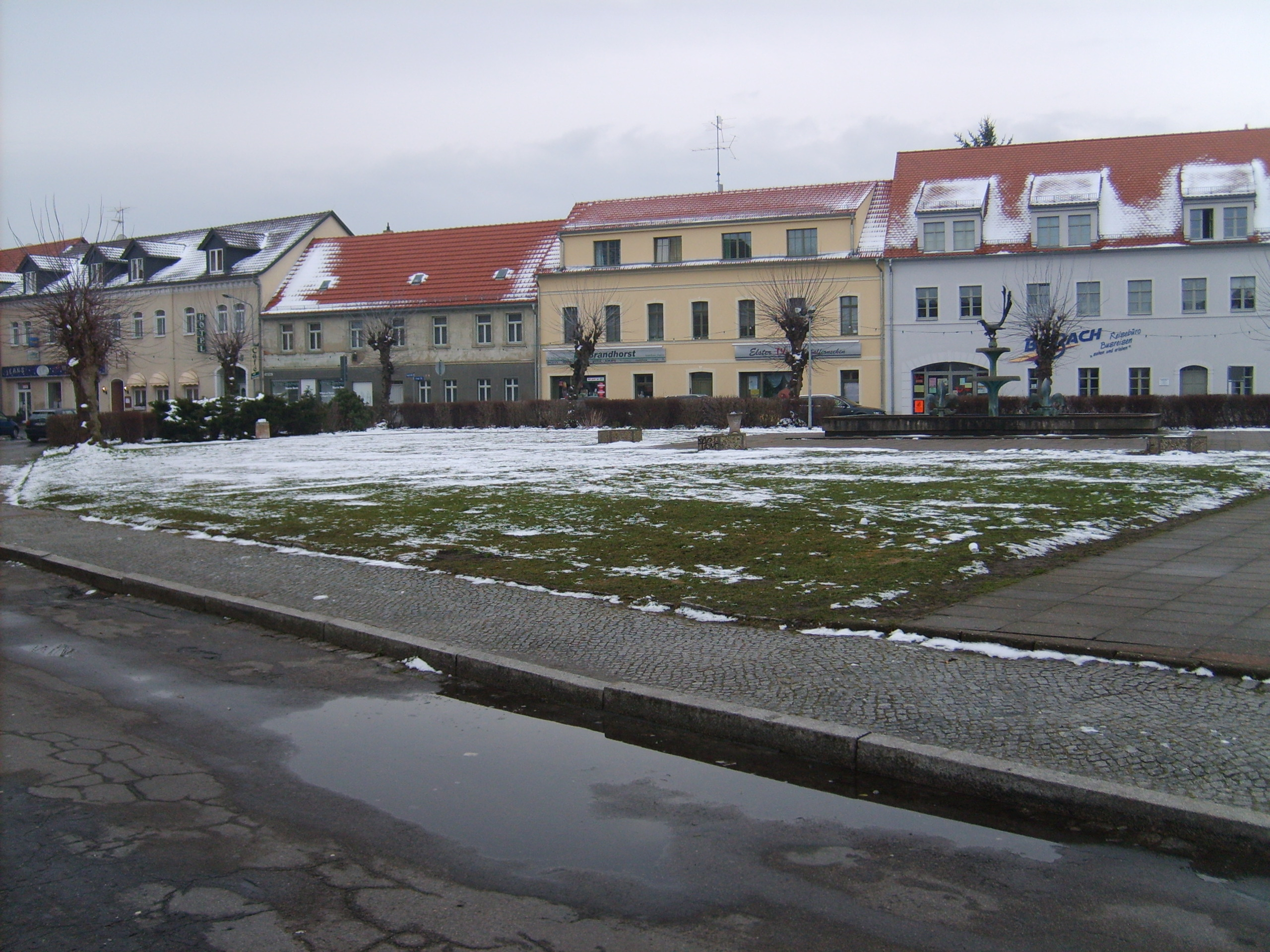
Grünanlage am Markt vor den 2007 beginnenden Umgestaltungsarbeiten

Nach dem Zweiten Weltkrieg fiel ein linksseitig der Hauptstraße und dem Markt westlich angrenzendes Geschäftsviertel einem durch Brandstiftung verursachten Großbrand zum Opfer. Während auf dem im Osten gelegenen Trümmergrundstück des ebenfalls zerstörten Cafés Vaterland später ein Wohn- und Geschäftshaus mit Friseursalon entstand, wurde das Trümmerfeld des Geschäftsviertels ab 1951 unter Beteiligung der Bevölkerung beseitigt. Der Wunsch der ehemaligen Eigentümer, die Gebäude wieder aufzubauen, wurde von der Stadtverwaltung nicht genehmigt und es entstand 1967 im Zuge einer abermaligen Umgestaltung des gesamten Marktbereiches eine Grünfläche mit Ziersträuchern. Der Bürgermeister-Wilde-Brunnen wurde während dieser Bauarbeiten abgebaut. Fortan prägte ein mit Blumen umpflanztes Ensemble aus vier großen Straßenlaternen das Zentrum des Marktplatzes, in dessen Kopfsteinpflaster Parkbuchten gekennzeichnet waren.

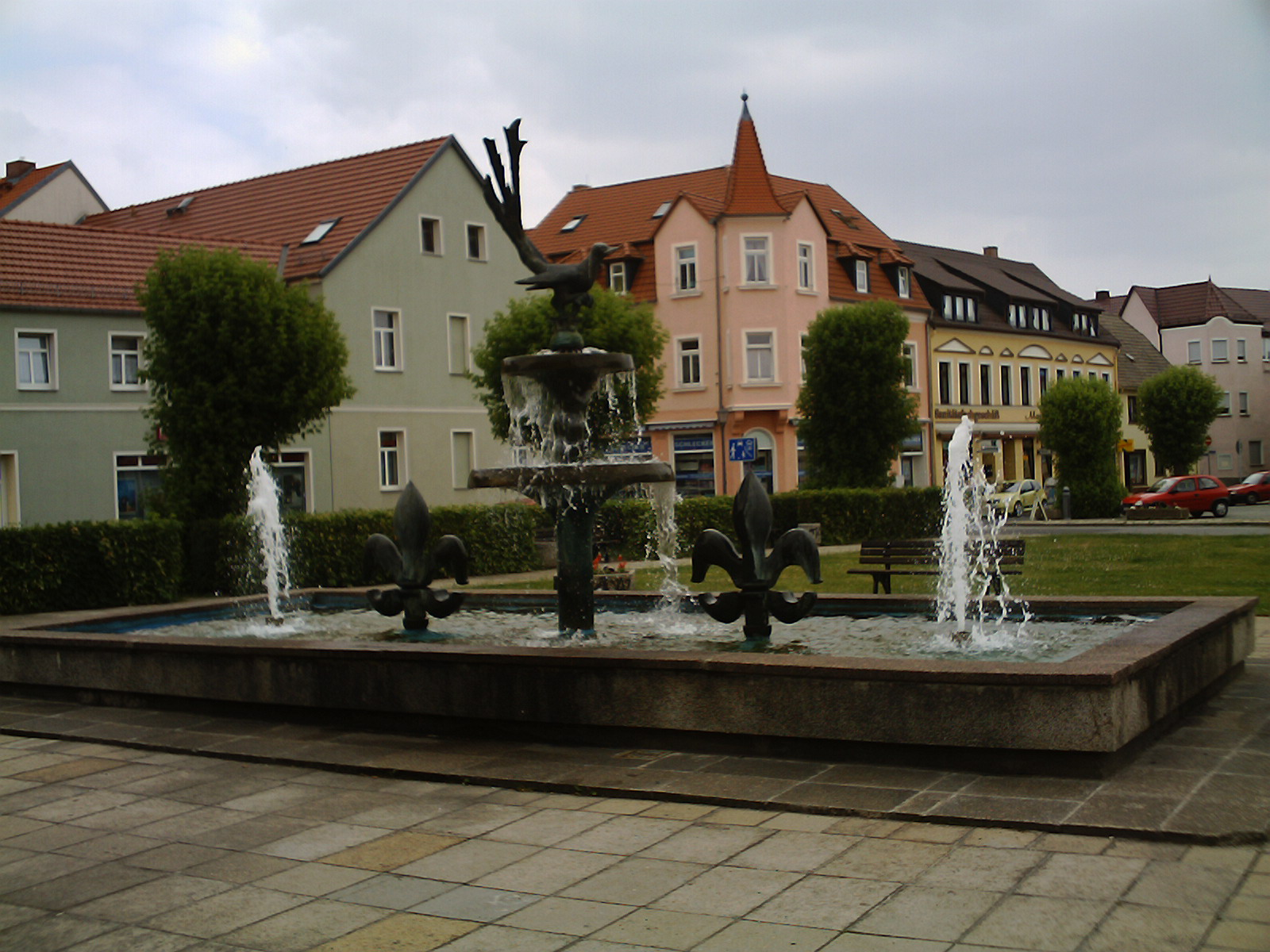
Der im April 2007 abgerissene Elsterbrunnen am Markt.

Zunächst wurde 1967 in Form eines rechteckigen Bassins ein Springbrunnen aus Beton auf der Grünanlage errichtet. In dessen Inneren sich fünf fontänenförmige Wasserspiele befanden. Während der Amtszeit des Bürgermeisters Wolf-Dieter Schwarz (1975–1991) wurden später Figuren aus Bronze integriert. Gestaltet wurden diese vom 1995 verstorbenen Hohenleipischer Bildhauer Hans Eickworth nach dem Vorbild des bis 1994 verwendeten Elsterwerdaer Stadtwappens. Hauptfigur des Springbrunnens ist eine Elster aus Bronze. Zwei weitere ebenfalls bronzene Figuren stellen Lilien dar. Die Lilien stammen ursprünglich aus dem Wappen des Adelsgeschlechts von Köckeritz, die von 1367 bis 1512 die Grundherren von Elsterwerda waren. Sie wurden später auch in das Elsterwerdaer Stadtwappen übernommen.

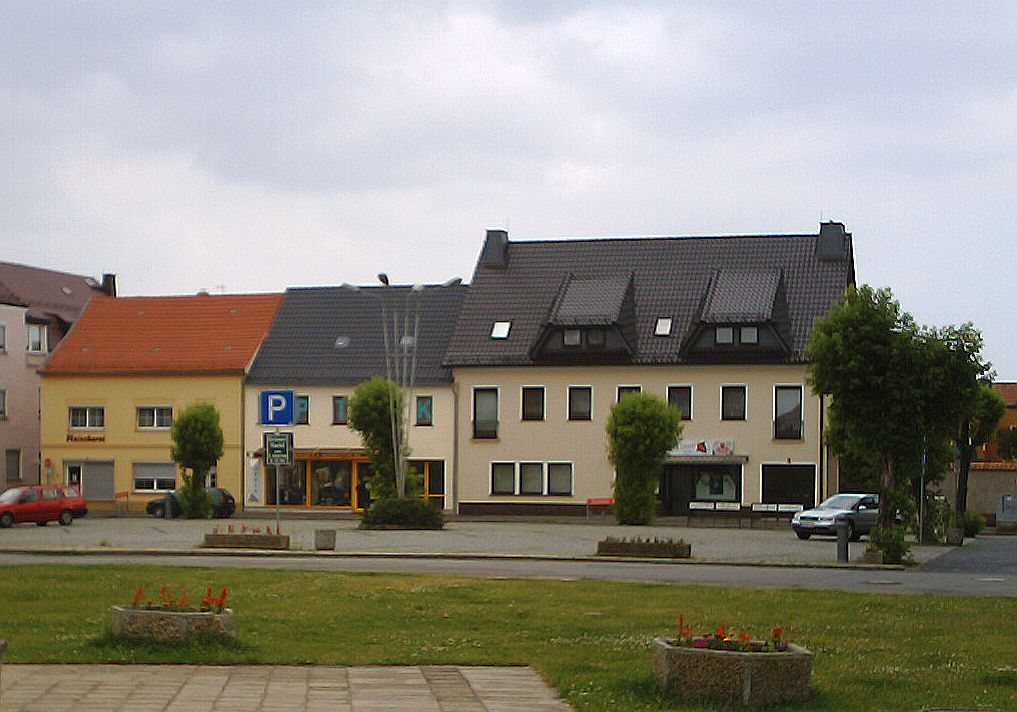
Historischer Marktplatz vor der Umgestaltung 2008

| Hauptstraße 15                     | Schumachermeister Dieckmann                      | Westlicher Marktbereich, 1945 niedergebrannt                    |
| Hauptstraße 16                     | Wollhaus Galle                                   | Westlicher Marktbereich, 1945 niedergebrannt                    |
| Hauptstraße 17                     | Gaststätte Mampe (Inhaber Hempel)                | Westlicher Marktbereich, 1945 niedergebrannt                    |
| Hauptstraße 18                     | Grünwarengeschäft Linge                          | Westlicher Marktbereich, 1945 niedergebrannt                    |
| Ecke Hauptstraße/Böttcherstraße    | Lebensmittelgeschäft Trandorf                    | Westlicher Marktbereich, 1945 niedergebrannt                    |
| Ecke Böttcherstraße / Lange Straße | Korbwaren / Blumen- und Grünwarenhandlung Grödel | Westlicher Marktbereich, 1945 niedergebrannt                    |
| Lange Straße                       | Kolonialwarengeschäft Müller                     | Westlicher Marktbereich, 1945 niedergebrannt                    |
| Wiesenstraße 1                     | Wohnhaus Kniesche                                | Östlicher Marktbereich, 1945 durch Brandstiftung niedergebrannt |
| Hauptstraße 34                     | Bäckerei Selkmann                                | Südlicher Marktbereich, 2012 abgerissen, heute Freifläche       |
| Hauptstraße 35                     | Ehemalige Buchbinderei Heinrich Runge            | Südlicher Marktbereich, nach 1990 abgerissen, heute Freifläche  |

### Umgestaltung nach der Wende

#### Erster bis dritter Bauabschnitt

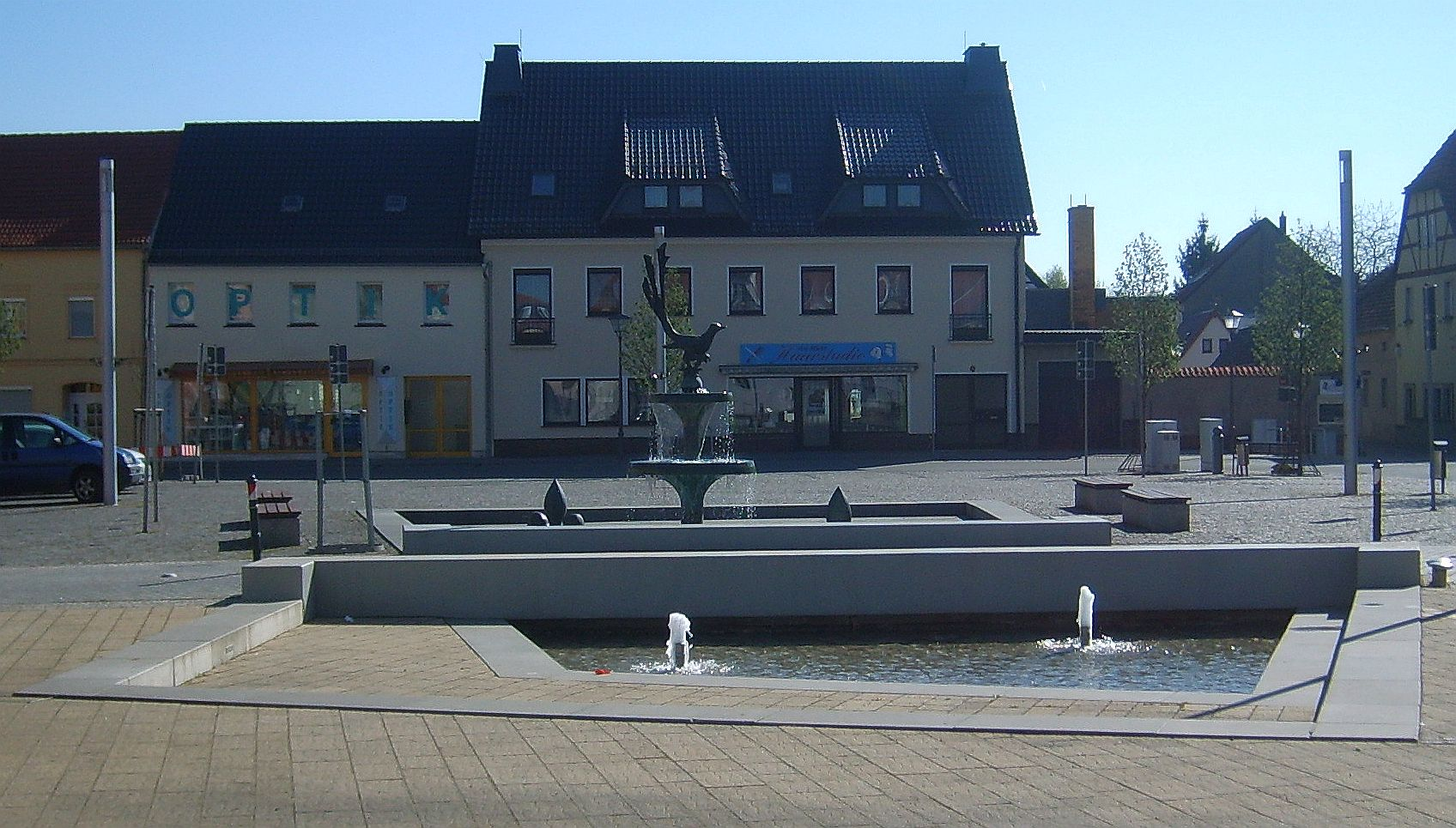
Der umgestaltete Elsterbrunnen im April 2015.

Begleitet von archäologischen Grabungen wird seit Februar 2007 der gesamte Marktplatz in vier Bauabschnitten umgestaltet; der dort errichtete Springbrunnen wurde am 19. April abgerissen. Nachdem zunächst einhergehend mit dem Abriss des Elsterbrunnens die Umgestaltung der Grünfläche in Angriff genommen wurde, besitzt der Markt seit November 2007 einen neuen Springbrunnen im Zentrum des Areals. In ihm wurden die Figuren des alten Brunnens integriert. Die Hauptstraße führt in diesem Bereich durch das Areal des Brunnens und linksseitig befindet sich ein weiteres Wasserspiel. Die Straße ist in diesem Bereich für Kraftfahrzeuge gesperrt und im Alltag nur noch für Fußgänger und Radfahrer nutzbar. Das Areal der einstigen Rasenfläche wurde im Zuge des ersten Bauabschnittes entfernt und mit Betonplatten ausgelegt. Am Rand zur Böttcherstraße wurden Hochbeete angelegt. Lediglich im südlichen Bereich blieb ein vorerst geschotterter Bereich, die sogenannte Südspitze bestehen, da deren zukünftige Gestaltung noch offen war. Im Dezember 2007 konnte dann der erste Bauabschnitt übergeben werden. Im Folgejahr wurde schließlich im Zuge der Bauarbeiten des zweiten Bauabschnitts die Fläche des alten Marktes umgestaltet, in einer dritten Bauphase, dann die Lange Straße zwischen der Hauptstraße und der Kreuzung Lange Straße/Böttcherstraße/Bürgermeister-Wilde-Straße.

#### Vierter Bauabschnitt

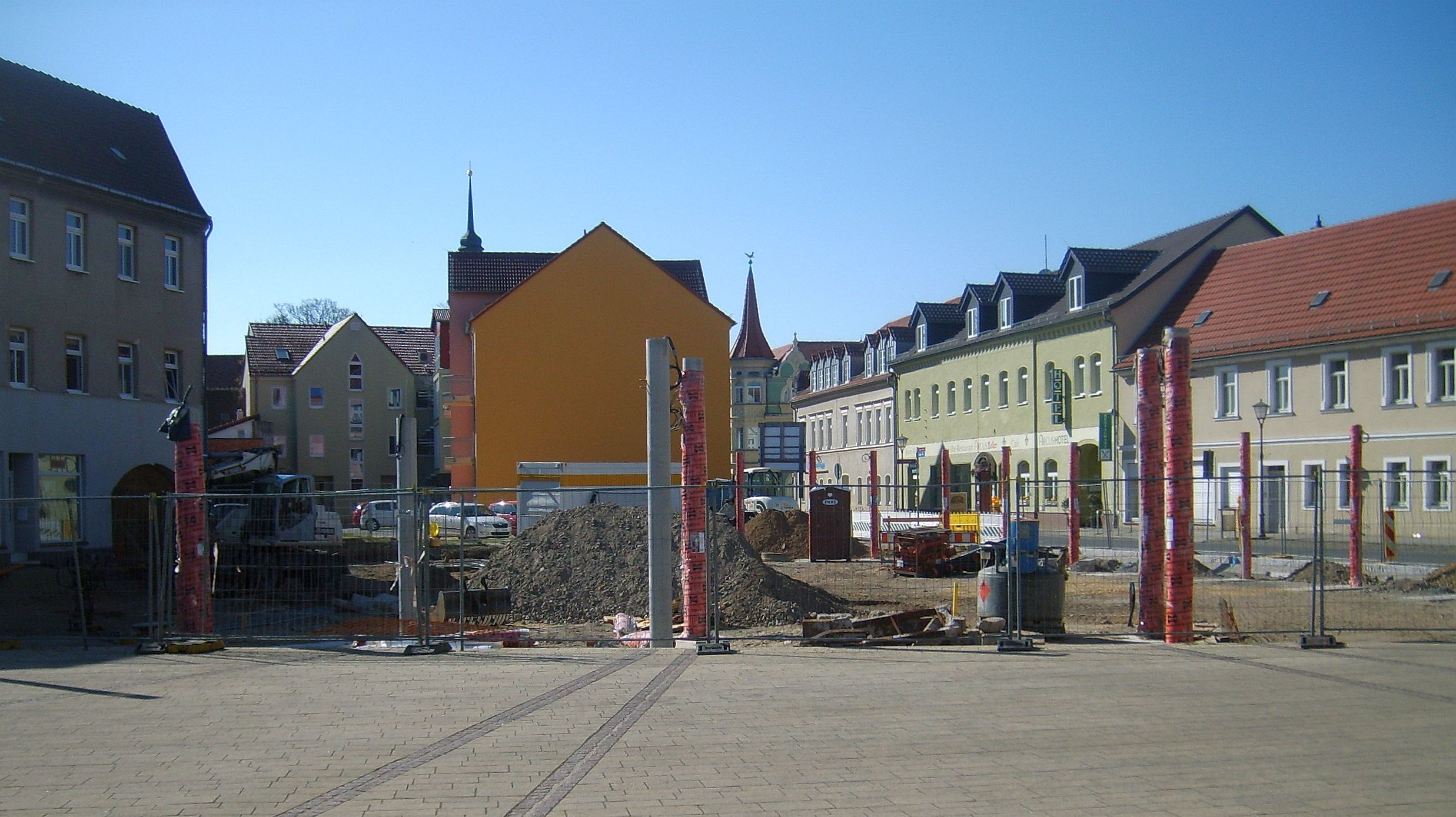
Die Bauarbeiten auf der Südspitze im April 2015

Für Diskussionen sorgte seit Beginn der Marktplatzumgestaltung im Jahre 2007 immer wieder die Nutzung der sogenannten Südspitze im Mündungsbereich der Langen Straße in die Hauptstraße. Bereits der ihr gegenüberliegende Komplex um die Bäckerei Selkmann bewegt bis in die Gegenwart seit Jahren die Gemüter. Verschiedene Projekte und Ideen wurden seither der Öffentlichkeit vorgestellt. Einer der Höhepunkte war dabei der Vorschlag, im August 2008 an dieser Stelle ein 40 Meter hohes zwölfgeschössiges Hochhaus zu errichten. Neben einem multifunktionalen Veranstaltungsraum, einer öffentlich zugänglichen WC-Anlage und Geschäften im Untergeschoss, sollten hier unter anderem ein Restaurant, Wohnungen und Büroräume entstehen. Zunächst von Bürgermeister Dieter Herrchen in der parlamentarische Sommerpause den Gewerbetreibenden und später den Stadtverordneten vorgestellt, sorgte dieses Vorhaben für reichlich Diskussionsstoff.
Das Projekt „Hochhaus“ scheiterte letztlich. Im Februar des Folgejahres wurde bekannt, dass die potentiellen Investoren, die etwa 4,5 Mio. Euro in dieses Projekt investieren wollten, abgesprungen waren. Als Grund gab man unter anderem „stadtinterne Unwägbarkeiten bei der Umsetzung des Vorhabens“ an. Bereits im Frühjahr des Folgejahres suchte man nach Alternativen. Die Entscheidungsfindung zu deren Gestaltung sollte allerdings noch einige Jahre in Anspruch nehmen. Zwischenzeitlich wurde der Bereich als Parkplatz und teilweise auch als Veranstaltungsfläche genutzt. Die Lausitzer Rundschau titelte schließlich zum Thema Südspitze am 21. Oktober 2013: „Politik wie einst von den Schildbürgern“.
Erst im November 2013 konnten sich die Elsterwerdaer Stadtverordneten darüber einigen. Zwei Gestaltungs-Varianten waren letztlich zur Wahl gestellt und in der Öffentlichkeit diskutiert worden. Im Herbst 2014 wurde schließlich mit der baulichen Umgestaltung begonnen. Neben einer Veranstaltungsfläche, entstanden ein Arkadengang, Spielgeräte und Pergolen. In den Abschnitt, welcher im November 2015 zum größten Teil freigegeben wurde, wurden von der Stadt etwa 300.000 Euro investiert.

### Heutige umliegende Bebauung

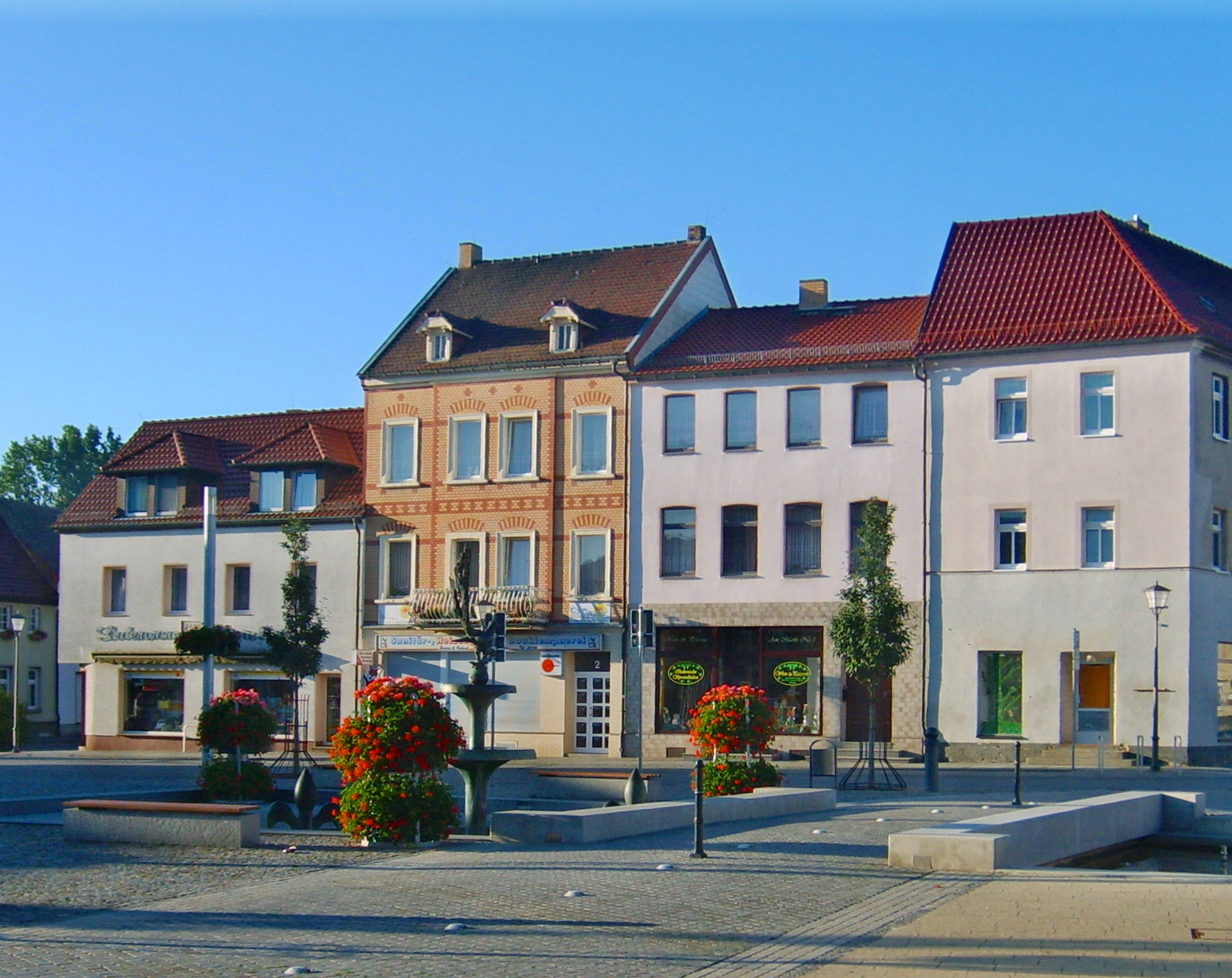
Südseite des Marktes mit Elsterbrunnen

Der gesamte Bereich des Marktes befindet sich laut der vom Brandenburgischen Landesamt für Denkmalpflege und Archäologisches Landesmuseum herausgegebenen Denkmalliste des Landes Brandenburg unter Bodendenkmalschutz. Als Baudenkmal ausgewiesene Hochbauten sind im unmittelbaren Bereich des Marktes die Gebäude auf dem Grundstück in der Langen Straße 3, welche einen bis in die Gegenwart erhaltenen typischen Ackerbürgerhof aus dem 19. Jahrhundert darstellen. Die ursprünglich ebenfalls als Baudenkmal ausgewiesene ehemalige Bäckerei Selkmann in der Hauptstraße 34 wurde 2012 abgerissen.
| Am Markt 2     | Die Fassade des Geschäftshauses auf der Südseite des Marktes, in dem sich bereits seit mehreren Generationen der Handwerksbetrieb Fuchs befindet, prägt ein Balkon im ersten Obergeschoss. Dieser wurde bei verschiedenen Anlässen oft zum Abhalten von Reden genutzt, so auch während der Wendezeit.                                                              |
| Am Markt 3     | In dem Gebäude, in dessen Untergeschoss sich in der Gegenwart das Leder- und Spielwarengeschäft Kahle befindet, befand sich von 1879 bis 1885 die erste städtische Postagentur. |
| Am Markt 4     | Hier befand sich ursprünglich das 1902 eröffnete Zentral-Hotel und ab 1910 das Tanzlokal Café Vaterland, 1945 durch Brandstiftung niedergebrannt. Das Gebäude wurde ab 1954 wieder aufgebaut und durch Wohn- und Geschäftshaus ersetzt, in dessen Untergeschoss sich seither ein Friseursalon befindet.                                                            |
| Am Markt 9     | Errichtet um 1901 von Georg Hutschenreuter (Fleischermeister), später Kaufhaus Bruns, zu DDR-Zeiten Konsum-Kaufhaus, nach der Wende Schlecker-Filiale, heute Intersport-Laden. |
| Lange Straße 3 | Das heute unter Denkmalschutz stehende Ensemble eines typischen Ackerbürgerhofes aus dem 19. Jahrhundert umfasst ein mit einem Satteldach und Fachwerk versehenes zweigeschossiges Wohnhaus, ein den Hof abschließendes, ebenfalls mit Satteldach und Fachwerk versehenes zweigeschossiges Landarbeiterhaus sowie ein eingeschossiges Stallgebäude mit Satteldach. |
| Lange Straße 5 | Das ursprüngliche Eckhaus, in dessen Untergeschoss sich bis zur Wende eine Rundfunkgeschäft befand, wurde kurz nach der Wende abgerissen und 1996 durch einen Neubau ersetzt, in dem sich heute Wohn-, Büro- und Geschäftsräume befinden. |

## Veranstaltungen

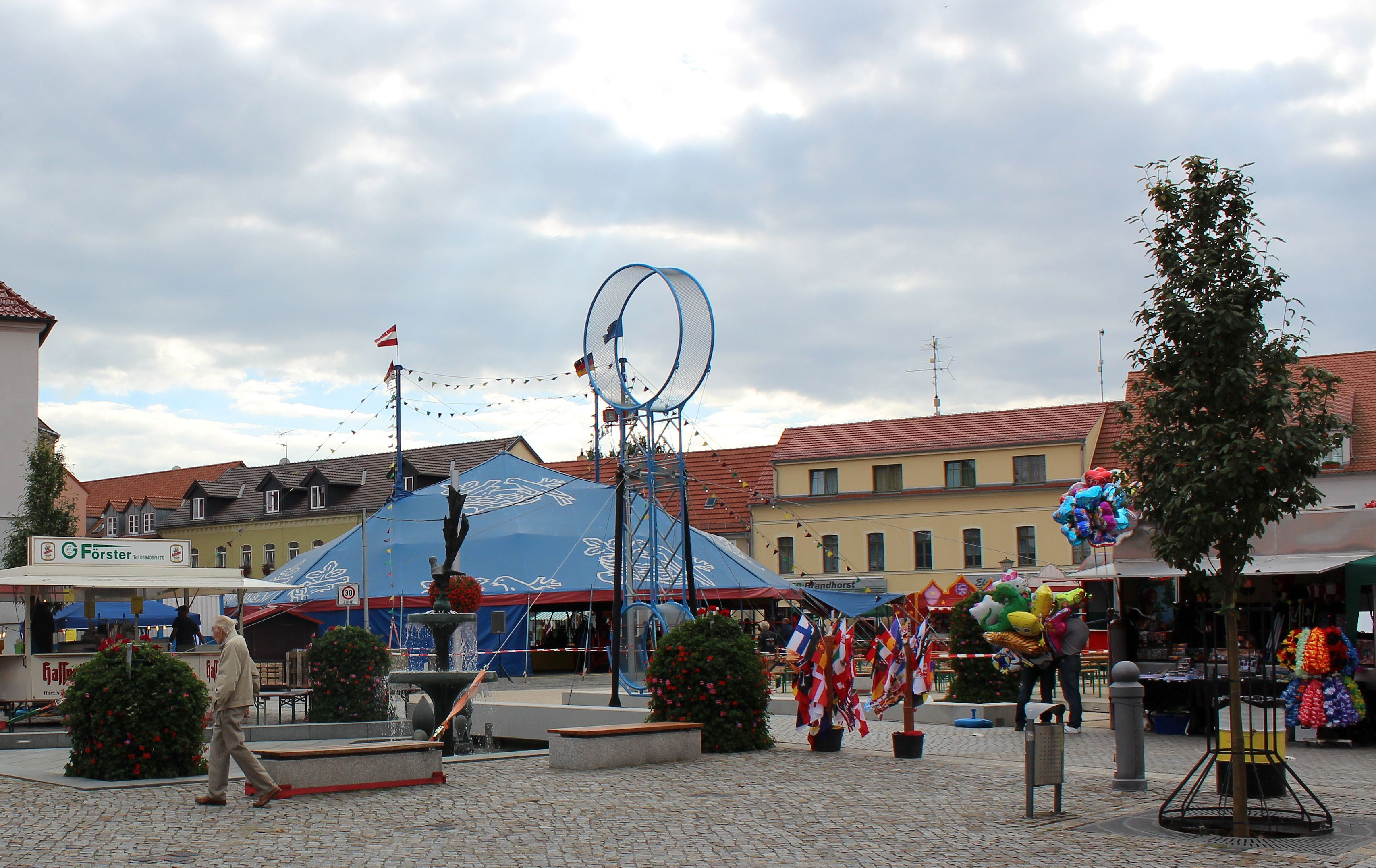
Historische Einkaufsnacht 2011

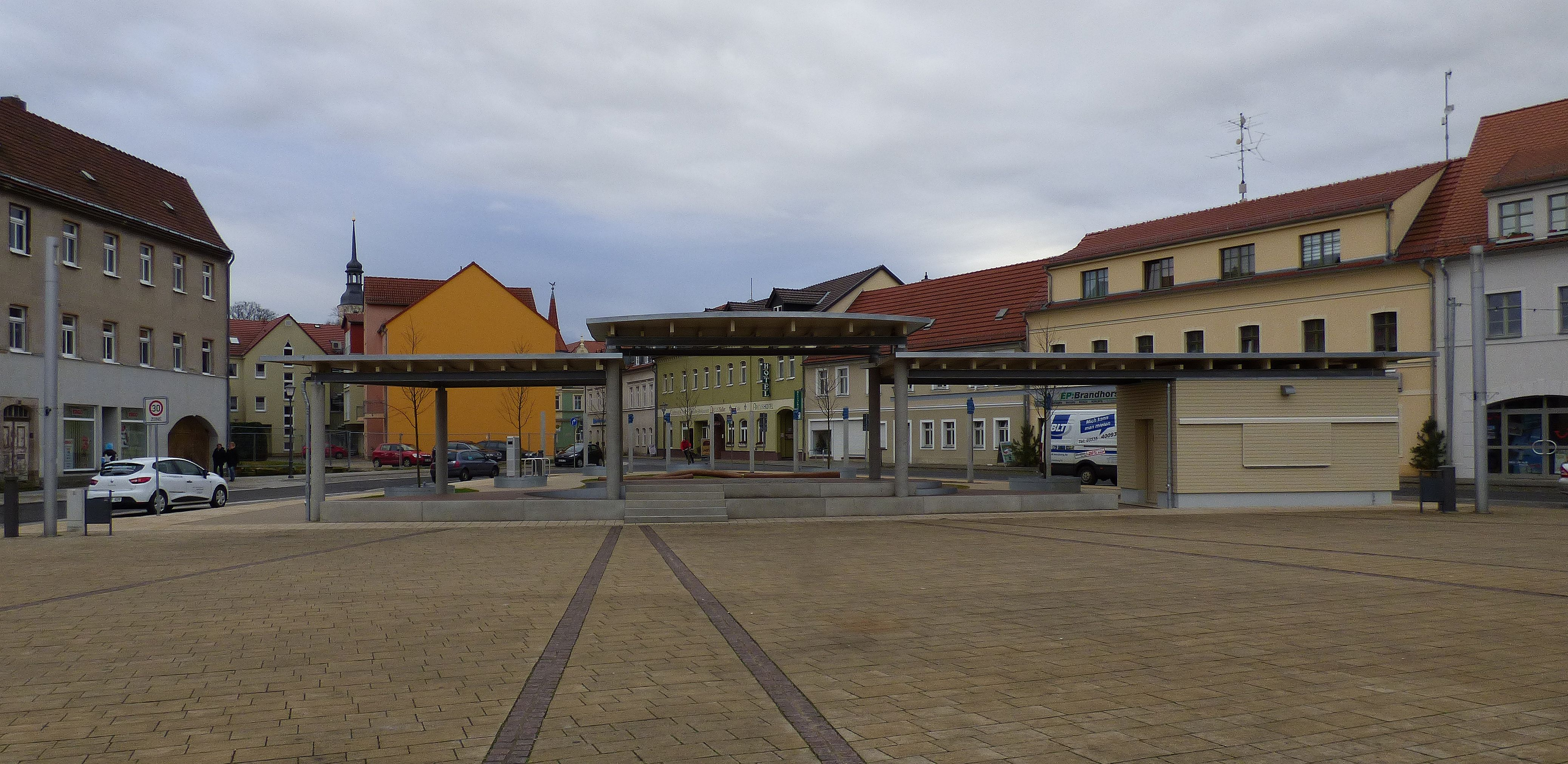
Bühne und Multifunktionsgebäude auf der Südspitze

Ein Marktplatz war von jeher üblicherweise ein städtischer Mittelpunkt des öffentlichen Lebens und Handels. Und so wurden im Laufe der Geschichte in Elsterwerda die verschiedensten Märkte abgehalten, auch wenn die Märkte in Liebenwerda, Großenhain und Mühlberg wohl größer und häufiger stattfanden. So auch in der Mitte des 16. Jahrhunderts. Nachdem die Stadt bereits im Jahre 1562 schweren Brandschaden erlitten hatte und sie fast vollständig eingeäschert wurde, folgte sieben Jahre später erneut ein Stadtbrand. Daher ersuchte man 1569 um die Bewilligung eines Jahrmarktes, welcher vom Kurfürsten schließlich für Dienstag vor Ostern bewilligt wurde. 1606 bekam man einen weiteren Markt am Montag vor Pfingsten genehmigt und 1643 einen Vieh- und Jahrmarkt für Sonnabend und Montag nach dem Tage Gallus (16. Oktober). Im Jahre 1848 wurde der Stadt die Erlaubnis erteilt samstags einen Markt abzuhalten und um 1902 fand donnerstags ein Schweinemarkt statt.
Außerdem nutzte man den Platz für weitere öffentliche Veranstaltungen, Übungen oder er diente als Aufmarschplatz bei Festumzügen. Waren es Anfang des 20. Jahrhunderts noch Aufmärsche der Schützengilde und anderer Vereine, welche tausende Personen auf den Elsterwerdaer Marktplatz zogen, waren es nach dem Zweiten Weltkrieg vor allem politische Kundgebungen, wie die jährlich stattfindenden Maidemonstrationen, die den Platz tangierten. So fand unter anderem am 7. November 1957 auf dem Marktplatz eine Kundgebung mit etwa 2000 Personen anlässlich des 40. Jahrestages der Oktoberrevolution statt. Des Weiteren wurden hier Vereidigungen der Nationalen Volksarmee durchgeführt. Letztlich gab es in der Wendezeit im Herbst 1989 Kundgebungen und Demonstrationen der örtlichen Bürgerinitiative.
Aber auch kultureller Mittelpunkt war und ist er weiterhin. So fand vom 2. bis 4. April 1955 ein Ostermarkt auf dem Markt statt, welcher mit einem Feuerwerk endete. Während der Festwoche zur 750-Jahr-Feier fanden vom 24. Juni bis 1961 verschiedene Veranstaltungen hier statt. Und auch aus der jüngeren Geschichte sind diese zahlreich bekannt. Mittelpunkt war der Markt während der 800-Jahr-Feierlichkeiten 2011, als auf ihm und in den angrenzenden Straßen unter reger Anteilnahme der Bevölkerung Ende August ein Festwochenende mit Mittelaltermarkt, Konzerten, Zirkuszelt, Karusells, Historischer Nacht, Lasershow und Abschlussfeuerwerk veranstaltet wurde.
In der Gegenwart findet auf dem Marktplatz jeden Donnerstag ein Wochenmarkt statt, auf dem hauptsächlich regionale Produkte angeboten werden. Bis April 2003 gab es diesen auch jeden Montag. Etwas größer ist der Grüne Markt, welcher in Elsterwerda seit 1998 von April bis November einmal monatlich am Samstag stattfindet. Des Weiteren ist der Marktplatz Zentrum der Aktivitäten der Anfang September in der Innenstadt stattfindenden Historischen Einkaufsnacht. Sporadisch finden hier auch andere Veranstaltungen statt. Der alljährliche Weihnachtsmarkt konzentriert sich traditionell ebenfalls auf und um den Marktplatz.

## Trivia

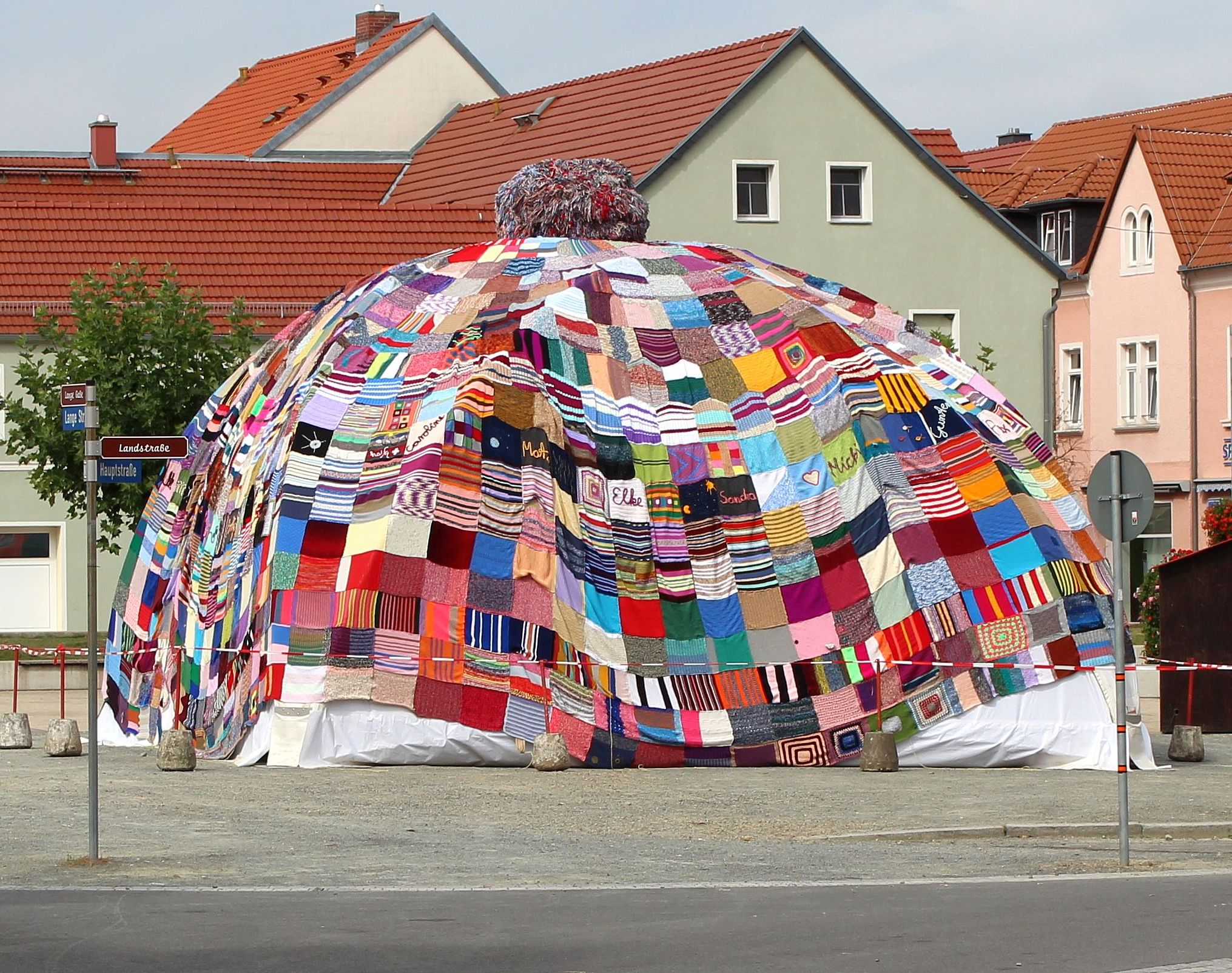
Riesenmütze auf der Südspitze 2013

- 4. Januar 1880 – Bei einem Dammbruch der wenige Jahre zuvor regulierten Schwarzen Elster wurde neben weiteren angrenzenden Straßen auch der Marktplatz und die angrenzenden Straßen überschwemmt, welche 1,5 Meter unter Wasser standen.[1]
- 27. März 1930 – mittels Strychnin verursachter Giftmord auf dem Markt am Tettauer Viehhändler Lesche durch den Viehhändler Weber aus Lindenau. Der Mörder beging später Selbstmord.[1]
- 6. September 2013 – Im September 2013 gab es im Rahmen der Historischen Einkaufsnacht mit einer von den Elsterwerdaern Strick- und Häckelfrauen hergestellten Riesenmütze einen Versuch ins Guinness-Buch der Rekorde zukommen. Das auf der Südspitze aufgebaute aus 1051 Einzelteilen bestehende Bekleidungsstück war 159,45 Quadratmeter groß und bei der Wiegung 222 Kilogramm schwer. Davon brachte allein die Bommel mit einem Durchmesser von 1,40 Metern 92 Kilogramm auf die Waage.[28] Obwohl der Rekord nach eigenen Angaben geschafft wurde, fand die Mütze letztlich doch nicht Einzug in die Rekorde-Sammlung.[29][30][31]